# Casa Sports Football Club
El Casa Sports Football Club és un club senegalès de futbol de la ciutat de Ziguinchor. Els seus colors són el verd i el blanc.

## Palmarès
- Lliga senegalesa de futbol:[5]
  - 2012

- Copa senegalesa de futbol:[6]
  - 1979, 2011

- Copa de la Lliga senegalesa de futbol:[6]
  - 2010, 2013

- Trophée des Champions du Sénégal:
  - 2013